# Campeonato de Segunda División 1928 (Argentina)
El Campeonato de Segunda División 1928 fue el trigésimo torneo de Segunda División, el vigésimo octavo campeonato de la cuarta categoría. Fue organizado por la Asociación Amateurs Argentina de Football.
El torneo consagró campeón por segunda vez a Independiente III, tras vencer en la final por 1 a 0 a Vulcano. Por su parte, Tomás Edison se quedó con el ascenso, tras vencer por 2 a 0 a Chiclana en la final del Torneo Reducido.

## Ascensos y descensos
| Pos. | Ascendidos a División Intermedia 1928 |
| ---- | ------------------------------------- |
| FF   | Sarandí                               |

| Descendidos de División Intermedia 1927 |
| --------------------------------------- |
| No hubo                                 |

| Afiliados |
| --------- |
| Chiclana  |
| Saavedra  |
| Vulcano   |

## Sistema de disputa
Los participantes fueron divididos en cinco zonas, donde se enfrentaron bajo el sistema de todos contra todos a dos ruedas. En caso de empate en puntos en el primer puesto se disputó un desempate. El ganador de cada zona avanzó a la fase final, donde se enfrentaron a eliminación directa, a partido único, hasta consagrar a un campeón.

### Ascenso
Los ganadores de zona, que no tuvieran equipo en las divisiones superiores, se enfrentaron a eliminación directa, a único partido. El ganador obtuvo el ascenso.

## Fase final

### Cuadro de desarrollo
|  | Cuartos de final | Cuartos de final |                   |         | Semifinales | Semifinales |   |  | Final | Final |  |
|  |                  |                  |                   |         |             |             |   |  |       |       |  |
|  |                  |                  |                   |         |             |             |   |  |       |       |  |
|  | Vulcano          | 2                |                   |         |             |             |   |  |       |       |  |
|  | Vulcano          | 2                |                   |         |             |             |   |  |       |       |  |
|  | Platense III     | 0                |                   |         |             |             |   |  |       |       |  |
|  | Platense III     | 0                |                   | Vulcano | 2           |             |   |  |       |       |  |
|  |                  |                  |                   | Vulcano | 2           |             |   |  |       |       |  |
|  |                  |                  | Chiclana          | 1       |             |             |   |  |       |       |  |
|  |                  |                  | Chiclana          | 1       |             |             |   |  |       |       |  |
|  |                  |                  |                   |         |             |             |   |  |       |       |  |
|  |                  |                  |                   |         |             |             |   |  |       |       |  |
|  |                  |                  |                   |         |             | Vulcano     | 0 |  |       |       |  |
|  |                  |                  |                   |         |             |             | 0 |  |       |       |  |
|  |                  |                  | Independiente III | 1       |             |             |   |  |       |       |  |
|  |                  |                  | Independiente III | 1       |             |             |   |  |       |       |  |
|  |                  |                  |                   |         |             |             |   |  |       |       |  |
|  |                  |                  |                   |         |             |             |   |  |       |       |  |
|  |                  | Tomás Edison     | 0                 |         |             |             |   |  |       |       |  |
|  |                  |                  | 0                 |         |             |             |   |  |       |       |  |
|  |                  |                  | Independiente III | 1       |             |             |   |  |       |       |  |
|  |                  |                  | Independiente III | 1       |             |             |   |  |       |       |  |
|  |                  |                  |                   |         |             |             |   |  |       |       |  |
|  |                  |                  |                   |         |             |             |   |  |       |       |  |
|  |                  |                  |                   |         |             |             |   |  |       |       |  |
|  |                  |                  |                   |         |             |             |   |  |       |       |  |

### Cuartos de final
|  | Vulcano | 2:0 | Platense III |  |  |

### Semifinales
|  | Vulcano | 2:1 | Chiclana |  |  |

|  | Tomás Edison | 0:1 | Independiente III |  |  |

### Final
|  | Vulcano | 0:1 | Independiente III |  |  |

|                                      |
|                                      |
| Campeón Independiente III 2.º título |

## Torneo Reducido

### Cuadro de desarrollo
|  | Semifinales  | Semifinales |          |              | Final | Final |  |
|  |              |             |          |              |       |       |  |
|  |              |             |          |              |       |       |  |
|  | Tomás Edison | 2           |          |              |       |       |  |
|  | Tomás Edison | 2           |          |              |       |       |  |
|  | Vulcano      | 1           |          |              |       |       |  |
|  | Vulcano      | 1           |          | Tomás Edison | 2     |       |  |
|  |              |             |          | Tomás Edison | 2     |       |  |
|  |              |             | Chiclana | 0            |       |       |  |
|  |              |             | Chiclana | 0            |       |       |  |
|  |              |             |          |              |       |       |  |
|  |              |             |          |              |       |       |  |
|  |              |             |          |              |       |       |  |
|  |              |             |          |              |       |       |  |

### Semifinales
|  | Tomás Edison | 2:1 | Vulcano |  |  |

### Final
|  | Tomás Edison | 2:0 | Chiclana |  |  |